# Vida Krošelj
Vida Krošelj, slovenska trgovska pomočnica in partizanka, * 22. april 1924, Cerknica, † 12. november 1942, Tolminski Lom.
Ljudsko šolo je obiskovala v rojstnem kraju, meščansko v Mariboru in prav tam končala  še enoletno trgovsko šolo. Od 1940 do odhoda v partizane 2. julija 1942 je delala v domači trgovini. Z delom Loškega odreda je jeseni 1942 prišla na Primorsko. Padla je kot borka Soškega odreda; bila je prva padla partizanka na Primorskem. Pred osnovno šolo na Mostu na Soči so ji 25. maja 1977 postavili spomenik.